# Alangium
Alangium es un pequeño género de plantas con flores. El género lo han incluido algunos botánicos en la familia Cornaceae, o también como miembro de la familia Alangiaceae. 
El género consiste en 27 especies de pequeños árboles, arbustos y lianas, son nativos del oeste de África, Madagascar, sur y este de Asia (China, Malasia, Indonesia, y las Filipinas, Australia tropical, islas del oeste del Pacífico y Nueva Caledonia.

## Descripción
Las hojas son enteras o lobuladas y alternas. Las son hermafroditas con néctar y agrupadas en cimas axilares, tienen 4-10 pequeños sépalos y 4-10 pétalos lineales.  Con 4-40 estambres. El fruto es una drupa. 

## Taxonomía
El género fue descrito por Jean-Baptiste Lamarck  y publicado en Encyclopédie Méthodique, Botanique 1: 174. 1783.

## Especies seleccionadas
| - Alangium alpinum (C.B.Clarke) W.W.Sm. & Cave - Alangium barbatum (R. Br.) Baill. - Alangium chinense (Lour.) Harms - Alangium faberi Oliv. - Alangium grisolleoides Capuron - Alangium javanicum (Blume) Wangerin - Alangium kurzii Craib | - Alangium kwangsiense Melch. - Alangium longiflorum Merr. - Alangium platanifolium (Siebold & Zucc.) Harms - Alangium salviifolium (L.f.) Wangerin - Alangium villosum (Blume) Wangerin - Alangium vitiense (A.Gray) Baill. ex Harms - Alangium yunnanense C.Y.Wu |

Especies de Alangium son alimento para las larvae de algunas especies de Lepidopteras, incluidas (Drepanidae).

### Usos
Una especie, Alangium chinense (Chino: 八角枫; pinyin: bā jiǎo fēng), es considerada una de las 50 hierbas fundamentales de la Medicina tradicional china.